# Carbini
Carbini je naselje in občina v francoskem departmaju Corse-du-Sud regije - otoka Korzika. Leta 2004 je naselje imelo 101 prebivalca.

## Geografija
Kraj leži v južnem delu otoka Korzike znotraj naravnega regijskega parka Korzike, 28 km severovzhodno od Sartène.

## Uprava
Občina Carbini skupaj s sosednjimi občinami Levie, San-Gavino-di-Carbini in Zonza sestavlja kanton Levie s sedežem v istoimenskem kraju. Kanton je sestavni del okrožja Sartène.

## Zanimivosti
- romanska cerkev sv. Janeza Krstnika iz 12. stoletja; po francoskem zgodovinarju in arheologu Prosperu Mériméeju velja za najstarejšo cerkev na otoku. Med njo in samostojnim zvonikom, prenovljenim v 19. stoletju, se nahajajo ostanki starokrščanske cerkve.